# ال دی میولا
اَل دی میولا (انگلیسی: Al Laurence Di Meola، زادهٔ ۲۲ ژوئیهٔ ۱۹۵۴) گیتارنواز آمریکایی او در یک خانوادهٔ ایتالیایی، در شهر جرزی سیتی، ایالت نیوجرسی، ایالات متحدهٔ آمریکا، متولد شد.

## جوانی
در دوران جوانی اوقاتش را بین درس‌های گیتار و علافی در کلوب‌های سالسا تقسیم کرده بود. تحت تأثیر بسیار زیاد گیتاریست جز لری کوریل، در کالج موسیقی برکلی در بوستون ثبت‌نام نمود. او دربارهٔ این دوران تحصیلش چنین می‌گوید:
«ما سه نفر بودیم در یک اتاق؛ یکی در اتاق بود، یکی در حمام و من گنجه را انتخاب می‌کردم.»
در نوزده سالگی بعد از چند جلسه کوتاه با کیبوردنوازی به نام بری مایلز، چیک کوریا از ال برای استفاده در اثر بازگشت به ابدیت در سال ۱۹۷۴، استفاده کرد.

## اقتصادی
از تکنوازیهای اولش تا رقابت و پیروزی در گیتار تریوی ” دی میولا – مک لافلین- د لوسیا ”، از آثار با بن مایه برزیلی در “Cielo e Terra ” و “Soaring Through A Dream ” تا تمایل به سمت تانگو و رومانتیسم در گروه آکوستیکش “World Synfonia ” و ضبط دومین آلبوم این گروه به نام Heart Of The Immigrants.
از شروع مسیر تک‌نوازی‌های اولش، آلبوم‌هایی مثل “Land Of The Midnight Sun ”، “Elegant Gipsy ” و ” Casino ” آثارش از فروش خوبی برخوردار بوده‌اند.

## نقدها
ال دی میولا مکرراً توسط بزرگترین منتقدین موسیقی جهان به‌خاطر قطعات هنری و کارهای هنرمندانهٔ گیتارش مورد توجه قرار گرفته‌است. تکنیک‌های میولا در ترکیب ریتم‌های پیچیدهٔ سنکپ‌دار با ملودی‌های محرک تغزلی و هارمونی پیچیده در بنیان این کارهای جدی ولی دل‌انگیز، همیشه مهم‌ترین و پیشروترین بوده‌است.
ردپای تکنیک موسیقی او را می‌توان در اولین آوازهٔ جهانی‌اش به همراه چیک کوریا و گروه Return To Forever در سال ۱۹۷۴ پیدا کرد. در ۱۹۸۰ در “Super Guitar Trio ” به همراه جانی مک‌لافلین و پاکو د لوسیا، پیروز اعلام شد.

## آلبوم‌های استودیویی
| Land of the Midnight Sun                                                          | - Released: ۲۵ اکتبر ۱۹۷۶ - Label: Columbia Records - Formats: LP, CD, digital download              | ۱۲۹ | ۱۳ | —  | —  | ۲۰ | —  | —  |            |
| Elegant Gypsy                                                                     | - Released: 1977 - Label: Columbia Records - Formats: LP, CD, 8T, digital download                   | ۵۸  | ۵  | —  | ۴۰ | —  | ۳۵ | —  | - US: Gold |
| Casino                                                                            | - Released: ۲۵ فوریه ۱۹۷۸ - Label: Columbia Records - Formats: LP, CD, digital download              | ۵۲  | ۵  | —  | ۳۷ | —  | —  | —  |            |
| Splendido Hotel                                                                   | - Released: ۱۰ مه ۱۹۸۰ - Label: Columbia Records - Formats: LP, CD, digital download                 | ۱۱۹ | ۸  | —  | —  | —  | —  | —  |            |
| Electric Rendezvous                                                               | - Released: 1982 - Label: LP, Columbia Records - Formats: CD, digital download                       | ۵۵  | ۳  | —  | ۲۶ | —  | ۴۷ | ۵۷ |            |
| Scenario                                                                          | - Released: 1983 - Label: Columbia Records - Formats: LP, CD, digital download                       | ۱۲۸ | ۸  | —  | —  | —  | —  | —  |            |
| Cielo e Terra                                                                     | - Released: 1985 - Label: Manhattan - Formats: LP, CD                                                | —   | ۱۸ | —  | —  | —  | —  | —  |            |
| Soaring Through a Dream                                                           | - Released: 1985 - Label: Manhattan - Formats: LP, CD                                                | —   | ۱۴ | —  | —  | —  | —  | —  |            |
| Tirami Su                                                                         | - Released: 1987 - Label: Manhattan - Formats: LP, CD                                                | ۱۹۰ | —  | ۱۴ | —  | —  | —  | —  |            |
| World Sinfonia                                                                    | - Released: 1991 - Label: Tomato Records - Formats: LP, CD                                           | —   | —  | ۱۰ | —  | —  | —  | —  |            |
| Kiss My Axe                                                                       | - Released: 1991 - Label: Tomato Records - Formats: LP, CD                                           | —   | —  | ۲  | —  | —  | —  | —  |            |
| World Sinfonia II – Heart of the Immigrants                                       | - Released: 1993 - Label: Tomato Records - Formats: CD                                               | —   | —  | ۱۵ | —  | —  | —  | —  |            |
| Orange and Blue                                                                   | - Released: 1994 - Label: Tomato Records - Formats: CD                                               | —   | —  | ۱۷ | —  | —  | —  | —  |            |
| Di Meola Plays Piazzolla                                                          | - Released: ۵ نوامبر ۱۹۹۶ - Label: Atlantic Records - Formats: CD, digital download                  | —   | —  | —  | —  | —  | —  | —  |            |
| The Infinite Desire                                                               | - Released: ۱۸ اوت ۱۹۹۸ - Label: Telarc International Corporation - Formats: CD, digital download    | —   | —  | ۱۷ | —  | —  | —  | —  |            |
| Winter Nights                                                                     | - Released: ۱ سپتامبر ۱۹۹۹ - Label: Telarc International Corporation - Formats: CD, digital download | —   | —  | ۱۵ | —  | —  | —  | —  |            |
| World Sinfonía III - The Grande Passion                                           | - Released: ۲۴ اکتبر ۲۰۰۰ - Label: Telarc International Corporation - Formats: CD, digital download  | —   | —  | ۲۴ | —  | —  | —  | —  |            |
| Flesh on Flesh                                                                    | - Released: ۲۷ اوت ۲۰۰۲ - Label: Telarc International Corporation - Formats: CD, digital download    | —   | —  | ۲۵ | —  | —  | —  | —  |            |
| Consequence of Chaos                                                              | - Released: ۲۶ سپتامبر ۲۰۰۶ - Label: Telarc International Corp. - Formats: CD, digital download      | —   | ۹  | —  | —  | —  | —  | —  |            |
| Vocal Rendezvous                                                                  | - Released: ۱۹ مه ۲۰۰۶ - Label: SPV - Formats: CD                                                    | —   | —  | —  | —  | —  | —  | —  |            |
| Diabolic Inventions And Seduction For Solo Guitar                                 | - Released: ۸ ژانویه ۲۰۰۷ - Label: Di Meola Productions - Formats: CD, digital download              | —   | —  | —  | —  | —  | —  | —  |            |
| Pursuit of Radical Rhapsody                                                       | - Released: ۱۵ مارس ۲۰۱۱ - Label: Concord Records - Formats: CD, digital download                    | —   | ۴  | —  | —  | —  | —  | —  |            |
| All Your Life (A Tribute to the Beatles)                                          | - Released: ۱۰ سپتامبر ۲۰۱۳ - Label: Valiana/Songsurfer - Formats: CD, digital download              | —   | ۱۶ | —  | —  | —  | —  | —  |            |
| Elysium                                                                           | - Released: ۲۲ مه ۲۰۱۵ - Label: in-akusitik - Formats: CD                                            | —   | —  | —  | —  | —  | —  | —  |            |
| "—" denotes a recording that did not chart or was not released in that territory. | |     |    |    |    |    |    |    |            |

## آلبومهای مشترک
| Friday Night in San Francisco with Paco de Lucía and John McLaughlin                  | - Released: ۱۰ اوت ۱۹۸۱ - Label: Philips - Formats: LP, CD, CS, digital download            | ۹۷  | ۶ | — | ۲۲ | ۶۶ | ۵  | ۴۸ | ۱۵۴ |
| Passion, Grace and Fire Paco de Lucía and John McLaughlin                             | - Released: ۲۳ مارس ۱۹۸۳ - Label: Philips - Formats: LP, CD, SACD, CS, digital download     | ۱۷۱ | ۹ | — | ۳۵ | —  | —  | —  | —   |
| Rite Of Strings with Stanley Clarke and Jean-Luc Ponty                                | - Released: ۱۷ ژوئیه ۱۹۹۵ - Label: Gai Saber - Formats: CD                                  | —   | — | ۴ | —  | —  | —  | —  | —   |
| The Guitar Trio with Paco de Lucía and John McLaughlin                                | - Released: ۱۵ اکتبر ۱۹۹۶ - Label: Verve Records - Formats: LP, CD, CS, digital download    | —   | ۱ | — | ۵۵ | —  | ۲۷ | —  | ۲۱  |
| Cosmopolitan Life with Leonid Agutin                                                  | - Released: ۲۳ مه ۲۰۰۵ - Label: Ole Records - Formats: CD                                   | —   | — | — | ۵۷ | —  | —  | —  | —   |
| Midsummer Night In Sardinia with Andrea Parodi                                        | - Released: 16 February 2007 - Label: ZYX Music - Formats: CD                               | —   | — | — | —  | —  | —  | —  | —   |
| The NYC Session: Beautiful Love with Eddie Gómez, Billy Drummond and Yutaka Kobayashi | - Released: 1 April 2008 - Label: Isol Discus - Formats: CD, digital download               | —   | — | — | —  | —  | —  | —  | —   |
| He & Carmen with Eszter Horgas                                                        | - Released: 2008 - Label: Galaxy Music Ltd. /Danubius Music - Formats: CD, digital download | —   | — | — | —  | —  | —  | —  | —   |
| "—" denotes a recording that did not chart or was not released in that territory.     |                                                                                             |     |   |   |    |    |    |    |     |

## آلبوم‌های زنده
| Tour De Force – Live                                                              | - Released: ۲۷ سپتامبر ۱۹۸۲ - Label: Columbia Records - Formats: CD, digital download | ۱۶۵ | ۸ |
| Live in London                                                                    | - Released: ۱۶ مه ۲۰۰۷ - Label: Di Meola Productions - Formats: CD, digital download  | —   | — |
| Melodia Live in Milano                                                            | - Released: ۲۰ مارس ۲۰۰۸ - Label: Valiana - Formats: CD, digital download             | —   | — |
| World Sinfonia: Live From Seattle And Else Where                                  | - Released: 2009 - Label: Valiana - Formats: CD                                       | —   | — |
| Live at the North Sea Jazz Festival                                               | - Released: ۱۰ آوریل ۲۰۱۲ - Label: The Store For Music - Formats: CD                  | —   | — |
| "—" denotes a recording that did not chart or was not released in that territory. |                                                                                       |     |   |

## بند
ال دی میولا گروهی را به وجود آورد که خودش آن را این‌گونه وصف می‌کند: ” شایسته‌ترین گروه در دوره موسیقایی من”. اسم این گروه جدید Al Di Meola World Sinfonia 2000 است که شامل موزیسینهایی از آرژانتین، کوبا و اسراییل است.
او شخصاً ۲۱ آلبوم موسیقی خود را ضبط کرده‌است از جمله آلبوم سولوی گیتار آکوستیک جدیدش به نام “Winter Nights”. یک ضبط خیلی خودمانی از ال دی میولا که متناوباً از دو گیتار آکوستیک وینتیج و یک باندورا (ساز ۴۸ سیمی چنگ مانند) که توسط نوازنده اوکراینی به نام رومن هرینکیف نواخته می‌شود، استفاده شده‌است.
موسیقی متمرکز شده بر یک تم تعطیلات زمستانی و آهنگ‌هایی شامل چهار آهنگ اصلی، چهارقطعه از آهنگ‌های کریسمس، و دو قطعه معروف موسیقی پاپ. یکی آهنگ “Mercy Street ” از پیتر گابریل ودیگری “Scarborough Fair ” از پل سایمون. انتخاب موسیقایی آل دی میولا در این آلبوم و ترکیب آن با آهنگ‌های اصلی خودش، دارای نوعی حالت تماتیک هماهنگ است.
ال معتقد است که این آلبوم از نظر شنیداری بهترین ضبط صدایی است که تا حالا انجام داده‌است. علاوه بر رومن هرینکیف، دوست و شریک موسیقایی ال، هرنان رومرو، در ضبط گیتار آکوستیک در دو قطعه و در تولید آلبوم همکاری کرده‌است.

## همکاران
از میان نام‌هایی که دی میولا در طول دوره حرفه ایش با آن‌ها نواخته یا ضبط کرده می‌توان به افرادی مثل چیک کوریا، لوچیانو پاواروتی، پاکو دو لوسیا، پل سایمون، فیل کالینز، سانتانا، جان مک لافلین، لری کوریل، استیو وینوود، وین شورتر، هربی هنکوک، گانزولا روبالکابا، جاکو پستوریوس، لس پاول، جان لاک پونتی، استیو وای، فرانک زاپا، میلتون ناسیمنتو، اگبرتو گیسمونتی، جیمی پیج، تونی ویلیامز، استنلی کلارک، استیو واندر، ایراکر و بسیاری دیگر اشاره کرد.
ملودی‌های مهیج و تنوع ریتمیک در “World Sinfonia” و “Heart of the Immigrants ”، شدیداً تحت تأثیر استاد آرژانتینی تانگو آستور پیاتزولا ساخته شده‌اند. در “Kiss My Axe ” و ” Infinite Desire ” و”Orange and Blue ” او منظره فرهنگی و موزیکال وسیعتری را به تصویر می‌کشد. به هر حال دوستی دی میولا و آستور پیاتزولا قبل از مرگش، عامل مؤثری در عمیق‌تر شدن علائق گیتاریست به موسیقی آرژانتین و دنیای کلاسیک بود.
وی در رابطه با پیاتزولا و چیک کوریا گفته‌است: «پیاتزولا تأثیر ژرفی بر پیشرفتهای من به عنوان یک موزیسین و یک انسان گذاشت. ما با هم دوستان نزدیکی شدیم که با پست با هم در تماس بودیم و بعداً در طی این تفریح، شگفتی و علاقه من شدیداً برانگیخته شد تا این انسان بزرگ را بیشتر بشناسم.» ” چیک کوریا نیز شخص دیگری است که تأثیر زیادی در زندگی من داشته‌است. او یک حامی شگفت‌انگیز و الهام برانگیزترین شخص در موسیقی و یک دوست بوده‌است. ” ” نواختن با چیک اولین قدم مهم در پیشرفت من به عنوان یک نوازنده بوده‌است. ”

## جوایز
بعد از ۲۱ آلبوم موسیقی، جوایز بیشمار (از جمله سه آلبوم طلا)، و شش میلیون فروش آلبوم‌های بعدی، آل دی میولا هنوز با خودش و موسیقیش رقابت می‌کند. “Infinite Desire ” محصول سال۱۹۹۸، “Winter Nights ” محصول پایان سال ۱۹۹۹، “World Sinfonia2000 the Grand Passion” محصول سال ۲۰۰۰ و “Flesh On Flesh ” محصول می ۲۰۰۳ ال دی میولا می‌باشند.
طبق نظرسنجی مجله گیتارنواز Guitar Player، ال دی میولا جوایز گیتار معتبری کسب کرده‌است. در دو دهه و نیم گذشته در سراسر جهان او به عنوان یکی از برجسته‌ترین نوازندگان چیره‌دست در حیطه جز بی کلام  (Instrumental Jazz) معاصر، شناخته می‌شود.